# もりもりぼっくん
『もりもりぼっくん』は、1986年4月6日から同年12月28日までフジテレビ系で全39話が放送された、ロボット特撮テレビ番組および主役ロボットの名称。東映不思議コメディーシリーズ第6作目。

## 概要
異生物を主人公にした作品（『ペットントン』『どきんちょ!ネムリン』『勝手に!カミタマン』の3作）から路線を転換し、『ロボット8ちゃん』や『バッテンロボ丸』以来となる、ロボットを主人公とした作品である。ロボットだけではなく擬人化した動物キャラクターも同格で登場しており、両路線のスタンスが融合している。
前番組の『カミタマン』同様にCM前後のアイキャッチはなく、タイトルロゴが白字で表示される。
メインライターの浦沢義雄は、本作品についてあまりうまくいかなかったと述懐している。

## あらすじ
知蘭博士が夢見ている人間と動物、そしてロボットの共存を図るための謎の「サムシング」なるものを探す、もりもりぼっくんと、その仲間のロボットや動物の人間社会での騒動を描いた。

## 登場キャラクター

### ぼっくん
ロボットと動物の仲を取り持つために知蘭博士によって造られたロボット。エネルギー源はピーマンやトマトなどの野菜。
お腹の部分は目覚ましベルを備えたディスプレイになっており、必要に応じて時計を出現させて知蘭博士との定時連絡の時間をアラームで知らせるほか、時間を進めたり遅らせたりして時空調整ができる。自在に首を回しウキウキパワーで物体を空中に浮上させることもできる。
背中に遠隔通信用ロボットピッコロバードが装着されている。
頭の部分はフードで覆うこともできる。基本的に「ぼっくん」と語尾につけて話す。左腹部には受話器が付いており、知蘭博士と連絡を取るだけでなく、知蘭ランドの立体ファクシミリで電送された物品を受け取ることができる。また、電話に出る際には「もしもし？」ではなく「もりもり？」と相手に呼びかける。落ち込むとしばしば首の部分が引っ込み、顔を隠す。食事の際は首を上に上げて口が開き、野菜、カツ丼、アイスクリーム、ファーストフードなど人間と同様に食べることができる。食べ過ぎるとお腹の時計が誤作動しタイムスリップしてしまう。苦手な物はニンジン。
毎回次回予告の前には、交通標語を唱えている。
- ぼっくんのデザインは『がんばれ!!ロボコン』のアンテナが付く前のロボコンのデザイン案の流用で、時計などが追加されている[6][注釈 1]。

### ロボット
学習修(がくしゅうおさむ)
勉強机ロボット。頭の部分に鉢巻をしている。相手を見るとなりふり構わず勉強を強要したがる。両腕を伸ばし相手をつかまえ股の部分にある椅子を分離させて座らせる。体は木製。
洗面モモコ
洗面台ロボット。ラビクリンと知蘭ランド一の美女は誰かで喧嘩する。
救急九太郎
途中から登場した救急車ロボット。2足形態から救急車に変形してけが人のもとへ駆けつけ、自動診断装置により単独で診察から救急治療までこなす。

### 動物
モグランプ
勉強嫌いだが博識なモグラ。学習修とは卵の食べ方でも喧嘩をする。
ラビクリン
清潔好きなウサギ。救急九太郎と秘密裏に交際。
ジャイタイガー
巨人ファンの虎。服に書いてある背番号は90。｢ぼっくん殿｣など､侍口調で話す。

### 人間
中山 フミヤ
小学5年生。サッカーの練習中にサッカーボールを探しに行った過程で、ぼっくんと出会う。その後紆余曲折の末ぼっくんの親友になる。少年野球チーム「ジャイアンツ」に所属しており、勉強よりもスポーツが得意。
井上 マドカ
フミヤのクラスメート。フミヤに好意を寄せており積極的にアタックしているが、フミヤは同じ男の子と遊びたい盛りでもあり、煙たがられている。
中山 マコト
フミヤの父。仕事は学校の体育の先生。
中山 ケーコ
フミヤの母。専業主婦。
カケフ
フミヤのクラスメートであり親友。裕福。少年野球チーム「タイガース」に所属している。マドカへの好意を積極的に表現しているが、単なる友達の1人としての扱いを出ず、フミヤに通ずる踏み台として使い捨てにされることもある。このようにフミヤとは少年野球では敵同士であり、マドカを巡っては一方的な恋敵であるが、仲は大変に良好。
井上 アサミ
マドカの妹。「姉の恋の弱味を突いてアイスクリームを奢らせる」「通りすがりの第三者に勝手にケンカを売り、ぼっくんのせいにする」「ロリコン痴漢冤罪を仕掛け、通りすがった警察官に言う」などを平然と行う問題児。マドカのことが好きなカケフでさえ、「友達と遊びたいから妹の面倒を見て欲しい」と頼まれたら逃げ出す。
アイアンおばさん
知蘭博士の妹。兄の知蘭博士を「知蘭兄ちゃん」と呼ぶが兄妹仲は良くない。初登場の第17話では知蘭ランドをゴルフ場にしようとを企んでいた。
知蘭博士
知蘭ランドの主である白髪の科学者。人間と動物とロボットの共存を夢見ており、その近道となるであろうサムシングを探すべく、ぼっくんを作った。アイドルの伊藤かずえのファン。阪神タイガースのファンでもあり、読売ジャイアンツとの試合内容によってはジャイタイガーに八つ当たりする。

### サムシング
人間と動物とロボットが共存できる唯一の手がかりとされている「もの」。その正体はサムシング族サムシング科のアメーバ状の不定形生物。第27話でついにその姿を現し、ぼっくんたちを振り回す。自分を涙を与えることで、違うもの同士を仲良くさせることができるが、100回泣くと死んでしまい、これまでに99回泣いている。

## 出演者
- 中山マコト - 永井寛孝
- 中山ケーコ - 黒川明子
- 中山フミヤ - 内藤政也
- 井上マドカ[3] - 田山真美子
- 知蘭博士[注釈 3]、ナレーター - 市川勇
- カケフ - 中島義実
- 井上アサミ - 糸冽ゆかり
- アイアンおばさん - 柴田理恵（17 - 38[8]）

### 声の出演
- ぼっくん - 坂本千夏
- モグランプ - 小粥よう子
- ラビクリン - 小林優子
- ジャイタイガー - 神山卓三
- 救急九太郎 - 中原茂
- 洗面モモコ - 向殿あさみ
- 学習修 - 上田敏也
- ピッコロバード - 星野桜子
- サムシング - 及川ヒロオ
- オープニングナレーター - 芥川隆行

### スーツアクター
- ぼっくん - 竹神昌央
- モグランプ - 和泉匡俊
- ラビクリン - 村田裕美子
- ジャイタイガー - 宮沢淑郎
- 救急九太郎 - 藤山健剛
- 洗面モモコ、学習修 - 城谷光俊

## スタッフ
- 企画 - 遠藤龍之介（フジテレビ）、木村京太郎（読売広告社）、平山亨（東映）
- 原作 - 石森章太郎→石ノ森章太郎
- 連載 - テレビマガジン、小学館幼児学習雑誌、テレビランド
- 脚本 - 浦沢義雄、鳥山正晴
- 音楽 - 藤本敦夫
- プロデューサー - 植田泰治・西村政行（東映）
- アクションクリエーター - 岡田勝、小泉豊
- 撮影 - 村上俊郎、利根川曻、米原良次、大町進、大沢信吾、林迪雄、小野寺修
- 照明 - 篠崎豊治、大須賀国男、上原福松、磯山忠雄、酒井福夫、関口弥太郎、稲葉好治
- 美術 - 北郷久典、岡村匡一
- 助監督 - 近藤杉雄、辻野正人
- 録音 - 東映仕上センター、上出栄二郎、岩田広一
- 編集 - 中野博、西東清明、水間正勝、竹内利之
- 選曲 - 秋本彰
- 効果 - 原田千昭
- 記録 - 森美禮、井上かずえ、山下千鶴、川村澪子
- 装飾 - 装美社
- 衣裳 - 東京衣裳
- 美粧 - 佐藤泰子
- 装置 - 金子光夫
- プロデューサー補 - 北崎広実（東映）
- 資料担当 - 青柳誠（石森プロ）
- 造型協力 - レインボー造型企画
- 衣裳協力 - ピノチオ子供服、ホームタウン
- 現像 - 東映化学
- 協力 - 伊豆シャボテン公園、伊豆ぐらんぱる公園、伊豆海洋公園、ゆうえんち浅草花やしき、高田馬場千代田平安閣
- 進行 - 井口喜一、富田幸弘
- 制作デスク - 田辺史子、小貫繁子
- 制作担当 - 鈴木勝政、大櫛敬介
- 監督 - 小西通雄、坂本太郎、佐伯孚治、近藤杉雄、冨田義治、岡本明久
- 制作 - フジテレビ[注釈 4]、東映、読売広告社（ノンクレジット）

## 主題歌
OP
「ぼっくん!キミがいなきゃ」
ED
「ジュリエットにさせて」
作詞 - 冬杜花代子 / 作曲 - 加藤和彦 / 編曲 - 矢野立美 / 歌 - 伊藤かずえ

## 劇中歌
オリジナル
「明日からムテキ!」（第13、28話）
作詞 - 浦沢義雄 / 作曲 - 藤本敦夫 / 編曲 - 田中公平 / 歌 - 坂本千夏
「サムシング、それは・・・」（第27話）
作詞 - 浦沢義雄 / 作曲 - 藤本敦夫 / 編曲 - 田中公平 / 歌 - 北原拓
流用歌
「花紀行」「VOYAGER〜日付のない墓標」
歌 - 松任谷由実（第15話）
「キャンドルを消さないで」
歌 - 大西結花（第15話）
「JINGI・愛してもらいます」
歌 - 中山美穂（第23話）
「さらば涙と言おう」
歌 - 森田健作（第24話）

## 放送日程
| 放送日       | 話数 | サブタイトル             | ゲスト | 脚本           | 監督     |
| ------------ | ---- | ------------------------ | --- | -------------- | -------- |
| 1986年4月6日 | 1    | 登場!不思議ロボット      | - 木村修 - 伊藤かずえ | 浦沢義雄       | 小西通雄 |
| 4月13日      | 2    | 恋のウキウキパワー!      | ― | 浦沢義雄       | 小西通雄 |
| 4月20日      | 3    | 出動!ピッコロバード      | ― | 浦沢義雄       | 坂本太郎 |
| 4月27日      | 4    | 恋のライバル カケフ君    | ― | 浦沢義雄       | 坂本太郎 |
| 5月4日       | 5    | カケフの仲良し大作戦     | - 木村修 - 福岡康祐 - 泉福之助                                                                                               | 浦沢義雄       | 小西通雄 |
| 5月11日      | 6    | 私は伊藤かずえです!!     | - 伊藤かずえ - 佐渡稔 - 小山昌幸 - 高田恵梨子 - 佐藤法義                                                                     | 浦沢義雄       | 小西通雄 |
| 5月18日      | 7    | 父さんは素敵な香り?!     | - 直井健一郎 | 浦沢義雄       | 佐伯孚治 |
| 5月25日      | 8    | わてが救急九太郎だす     | - 松矢光志 | 浦沢義雄       | 坂本太郎 |
| 6月1日       | 9    | 妖怪ヘルシーばばあ       | - 野村幸子 - 野原一善 | 浦沢義雄       | 佐伯孚治 |
| 6月8日       | 10   | ズッコケ!真昼の決斗      | - 高月忠 - 手塚秀彰 | 浦沢義雄       | 坂本太郎 |
| 6月15日      | 11   | 燃えろジャイタイガー     | - 小池栄 - 茂木幹雄 - 高橋利安 - 伊藤義明 - 榎本篤雄 - 三宅友美子                                                            | 浦沢義雄       | 近藤杉雄 |
| 6月22日      | 12   | 九太郎!涙の純愛物語      | ― | 浦沢義雄       | 近藤杉雄 |
| 6月29日      | 13   | 知蘭博士の愛のムチ       | - 山崎猛 - 大友龍三郎 - 古原鉄平                                                                                             | 浦沢義雄       | 坂本太郎 |
| 7月6日       | 14   | 危険なハイキング         | ― | 浦沢義雄       | 坂本太郎 |
| 7月13日      | 15   | 怪談 かえるヶ池の姫君    | ― | 浦沢義雄       | 近藤杉雄 |
| 7月20日      | 16   | 名医 救急9太郎を救え     | - 坂本あきら - 小野孝 - 早川美也子 - 高柳崇 - 大島和徳                                                                       | 浦沢義雄       | 近藤杉雄 |
| 7月27日      | 17   | アイアンおばさん現わる   | ― | 浦沢義雄       | 坂本太郎 |
| 8月3日       | 18   | サムシング探しに夢中     | - 泉福之助 | 浦沢義雄       | 坂本太郎 |
| 8月10日      | 19   | 忍術使い児雷也参上!      | - 佐藤正宏 - 三上祐 | 浦沢義雄       | 冨田義治 |
| 8月17日      | 20   | アイアンおばさんの陰謀   | ― | うらさわよしお | 近藤杉雄 |
| 8月24日      | 21   | 謎の覆面美少女剣士       | - 古原鉄平 - 木村修 - 内海香緒利                                                                                             | うらさわよしお | 近藤杉雄 |
| 8月31日      | 22   | 学習修の勉強とは何だ     | - 渡辺寛二 | 鳥山正晴       | 冨田義治 |
| 9月7日       | 23   | 原始人がやってきた!      | - でんでん - 曽川留三子 - 阪上和子 - 小沢みゆき - 山本緑 - 山浦栄 - 上田弘司 - 三上祐                                        | うらさわよしお | 坂本太郎 |
| 9月14日      | 24   | 恐怖の信玄袋マシーン     | ― | うらさわよしお | 坂本太郎 |
| 9月21日      | 25   | 知蘭ランド恐怖の遠足     | ― | うらさわよしお | 冨田義治 |
| 9月28日      | 26   | ぼっくん過労で倒れる     | - 井上飛敏 - 井上大輔 | うらさわよしお | 冨田義治 |
| 10月5日      | 27   | サムシングついに登場!    | - 原島達也 - 日向恵子 - 杉田智子                                                                                             | うらさわよしお | 坂本太郎 |
| 10月12日     | 28   | サムシングの涙を奪え!    | - 日向恵子 - 杉田智子 | うらさわよしお | 坂本太郎 |
| 10月19日     | 29   | 友情のトライアングル     | - 三輝祐子 - 青森伸 - 高橋ガン太 - 高梨かほり                                                                                | 鳥山正晴       | 近藤杉雄 |
| 10月26日     | 30   | サムシングの露天風呂     | - 末松芳隆 - 日向恵子 - 杉田智子                                                                                             | うらさわよしお | 近藤杉雄 |
| 11月2日      | 31   | マドカは過激な女の子     | - 藤村奈緒 - 日向恵子 - 杉田智子                                                                                             | うらさわよしお | 冨田義治 |
| 11月9日      | 32   | ファーストフードの恐怖   | - 日向恵子 - 杉田智子 | うらさわよしお | 冨田義治 |
| 11月16日     | 33   | バイキングの贈り物       | - 福原一臣 - 末松芳隆 - 日向恵子 - 杉田智子                                                                                  | うらさわよしお | 岡本明久 |
| 11月23日     | 34   | サムシングの風立ちぬ     | - 末松芳隆 - 内田さゆり - 野田実香 - 木村修 - 斉藤良 - 吉村よう - 北川真由美 - 日向恵子 - 杉田智子 - 湯浅けい子 - 川村万梨阿 | うらさわよしお | 岡本明久 |
| 11月30日     | 35   | 怒りのタコ大明神         | - 西尾徳 | うらさわよしお | 近藤杉雄 |
| 12月7日      | 36   | ターザンはひとりぼっち   | - 及川ヒロオ（ターザン 役）                                                                                                  | うらさわよしお | 近藤杉雄 |
| 12月14日     | 37   | サムシングは泣かない     | - 小池榮 - 日向恵子 - 杉田智子                                                                                               | うらさわよしお | 坂本太郎 |
| 12月21日     | 38   | 花よめはアイアンおばさん | - 佐渡稔 | うらさわよしお | 坂本太郎 |
| 12月28日     | 39   | 愛の涙は永遠に!          | - 日向恵子 - 杉田智子 - 伊藤かずえ                                                                                           | うらさわよしお | 坂本太郎 |

## ネット局
- フジテレビ：日曜 9:00 - 9:30
- 北海道文化放送：日曜 9:00 - 9:30[10]
- 仙台放送：金曜 16:30 - 17:00
- 山形テレビ：日曜 9:00 - 9:30
- 福島テレビ：日曜 11:00 - 11:30[11]（1988年頃に放送）
- 新潟総合テレビ：日曜 9:00 - 9:30
- 長野放送：日曜 9:00 - 9:30
- 石川テレビ：金曜 7:30 - 8:00[12]
- テレビ静岡：金曜 7:30 - 8:00
- 関西テレビ：木曜 7:30 - 8:00
- 岡山放送：金曜 16:00 - 16:30
- テレビ新広島：木曜 16:30 - 17:00
- 山口放送：月曜 17:00 - 17:30
- テレビ西日本：日曜 9:00 - 9:30[13]
- サガテレビ：金曜 16:00 - 16:30

## 視聴率
- 最高視聴率：17.7%（東映不思議コメディーシリーズ歴代9位）

ビデオリサーチ調べ、関東地区

## 映像ソフト化
2008年7月21日発売の「石ノ森章太郎 生誕70周年 DVD-BOX」に第1話が収録され、初のソフト化となった。

## コミカライズ
- テレビランド 山田ゴロ

## CS放送・ネット配信
CS放送
- 東映チャンネル：2006年8月 - 12月（「石ノ森章太郎劇場」枠）

ネット配信
- 東映特撮 YouTube Official：2021年4月5日 - 8月23日
- 東映特撮ファンクラブ